# Papiliolebias bitteri
Papiliolebias bitteri är en fiskart som först beskrevs av Costa, 1989.  Papiliolebias bitteri ingår i släktet Papiliolebias och familjen Rivulidae. Inga underarter finns listade i Catalogue of Life.